# Jerry Spring
Jerry Spring est une série de bande dessinée franco-belge créée en 1954 par Jijé (Joseph Gillain) dans le no 829 du journal Spirou. Elle met en scène Jerry Spring, un cow-boy de l'Ouest américain, qui est fréquemment nommé US-marshall par le gouvernement. Jijé a parfois fait appel à un scénariste : Maurice Rosy, René Goscinny, Jean Acquaviva, Jacques Lob, Daniel Dubois (pour un synopsis), et Philip. Après le décès de Jijé, le dessin est repris par Franz, le temps d'une histoire, sur un scénario de Festin, alias José-Louis Bocquet.

## Résumé
La série est un western ayant pour cadre l'Ouest américain dans la seconde moitié du XIXe siècle. Jerry Spring affronte toute une série de « méchants » : bandits, trafiquants, Indiens en révolte et renégats de tout poil. Les histoires sont toujours fortement teintées d'humanisme et de bons sentiments. Le héros est loyal, courageux, imperméable à la haine, ignorant l'avidité. Il n'hésite pas à prendre parti pour les plus opprimés comme les Indiens ou les Noirs et à payer de sa personne. Comme tout héros de western, il est expert dans l'utilisation des armes à feu (même s'il ne s'en sert jamais pour tuer) et opère aisément au sein de la nature, que ce soit dans les déserts du sud-ouest ou les paysages enneigés des montagnes Rocheuses et du Grand Nord. Il sait suivre une piste, survivre en autonomie dans les pires conditions, communiquer avec les tribus indiennes.
La série se caractérise par un réalisme certain, bien servi par le talent de Jijé pour dessiner les paysages sauvages de l'Ouest, les chevaux, les Indiens. Les histoires ont souvent pour cadre les états désertiques du sud-ouest américain, ou même le nord du Mexique, et l'on sent l'intérêt de l'auteur pour cette culture dans sa manière d'évoquer les pueblos mexicains écrasés de chaleur, les fiestas et une certaine nonchalance résignée. Le personnage de Pancho, l'ami fidèle de Jerry, est à ce titre très caractéristique.

## Historique
Jijé crée Jerry Spring en 1954 dans le no 829 du journal Spirou, à la demande de Paul Dupuis, qui souhaite depuis longtemps une série western pour le magazine. La série est publiée régulièrement dans Spirou et les scénaristes vont se succéder. Maurice Rosy, René Goscinny, Jean Acquaviva, Jacques Lob, Dubois, Philip et Jean Giraud vont aider Jijé. À partir de 1955 la série est publiée en albums par les éditions Dupuis. Après la mort de Jijé, la série est reprise en 1990 pour un ultime épisode par Franz au dessin et Festin au scénario.

## Personnages
Jerry Spring est le principal héros de la série. C'est un jeune cow-boy, courageux, expert au maniement des armes à feu et possédant un cheval à la robe rouge nommé Ruby, qui n'accepte aucun autre cavalier que lui. Son père, le juge de paix William Spring, a été assassiné par les Apaches dans des conditions mal éclaircies. Jerry Spring n'hésite jamais à payer de sa personne pour défendre les opprimés, tout en restant moralement irréprochable (il ne tue jamais). Au fil des épisodes, il apparait tour à tour comme un shérif-adjoint, un envoyé spécial d'un grand journal new-yorkais, puis un marshal fédéral des États-Unis (US Deputy Marshal).
Dès les premières cases du premier épisode, il rencontre celui qui va devenir son ami inséparable, Pancho, dit "El Panchito" ou "El Gordito", un Mexicain rondouillard qui aime la sieste, la tequila et les jeunes señoritas , mais qui peut aussi s'avérer à l'occasion un redoutable combattant. On découvrira petit à petit un personnage plus complexe qu'il n'en a l'air : métis d'indien Navajo, frère de sang d'un chef de tribu, pisteur expérimenté, disposant d'un réseau de connaissances qui s'étend sur tout l'État de Sonora…
Les autres personnages récurrents sont rares, et n'apparaissent que dans très peu d'épisodes : Pat McCoy, le vieux shérif de Cochise county, Une-Seule-Flèche, le guerrier apache, James Elliott, personnage à la fonction mal définie, qui aide et protège Jerry à plusieurs reprises.

## Publication

### Albums

#### La collection originale
1. 1955 : Golden Creek aux éditions Dupuis, comme les suivants
2. 1955 : Yucca Ranch (scénario de Maurice Rosy[3]).
3. 1956 : Lune d’Argent
4. 1957 : Trafic d'armes
5. 1957 : La Passe des Indiens
6. 1958 : La Piste du Grand Nord (scénario de René Goscinny pour l'épisode L'Or du vieux Lender)
7. 1959 : Le Ranch de la malchance
8. 1959 : Les Trois Barbus de Sonoyta (scénario de Jean Acquaviva)
9. 1960 : Fort Red Stone (scénario de Philip, le fils de Jijé ; crédité lors de la prépublication dans Spirou mais non sur l'album)
10. 1962 : Le Maître de la Sierra (scénario de Philip ; non crédité)
11. 1962 : La Route de Coronado (scénario de Philip)
12. 1964 : El Zopilote[4]
13. 1964 : Pancho hors-la-loi
14. 1965 : Les Broncos du Montana[5]
15. 1965 : Mon ami Red (scénario de Philip, non crédité)[6], suivi du Loup Solitaire (scénario de Daniel Dubois, non crédité) ; album réédité en 1979 sous le titre Le Loup Solitaire et Mon ami Red (l'ordre des deux histoires y est inversé, et l'illustration de l'ancienne quatrième de couverture devient la couverture)
16. 1977 : La Fille du canyon (scénario de Philip)
17. 1978 : Le Grand Calumet (scénario de Philip)
18. 1984 : Le Duel (scénario de Jacques Lob)
19. 1985 : Les Vengeurs du Sonora
20. 1986 : Jerry contre K.K.K. (scénario de Jacques Lob)
21. 1987 : L'Or de personne (scénario de Philip)
22. 1990 : Colère apache aux éditions Alpen-Publishers (scénario de Festin et dessin de Franz[7]).

#### Réédition
Entre 1974 et 1975, les éditions Dupuis sortent quatre albums en noir et blanc dans une collection intitulée Collection spéciale grand format. Il s'agit d'albums contenant les premières histoires de la série et de grands épisodes inédits, lesquels seront réédités en couleurs dans les années 1980. 
Dans les années 1990, est éditée aux éditions Dupuis une collection qui reprend l'intégralité des bandes dessinées de Jijé intitulée Tout Jijé, Jerry Spring est édité dans les volumes numérotés 2 à 13. 
L'intégrale Jerry Spring fait l'objet d'une réédition en cinq volumes par les éditions Dupuis entre 2010 et 2012 (noir et blanc).

### Revues
La série est publiée pour la première fois, en 1954, dans le journal Spirou no 829 jusqu'au no 844 avec l'histoire à suivre simplement appelée Jerry Spring. L'histoire à suivre suivante s'intitule Le splendide cavalier et est publiée la même année du no 850 au no 867 sur scénario de Maurice Rosy.
L'année suivante sont publiées trois histoires à suivre, la première du no 879 au no 897 s'intitule Le visage pâle, la seconde du no 899 au no 919 s'intitule La révolution mexicaine et le troisième du no 922 au no 943 s'intitule La Passe des Indiens.
Trois histoires aussi l'année suivante, la première La Piste du Grand Nord est publiée du no 944 au no 955, la deuxième L’or du vieux Lender, sur scénario de René Goscinny, est publiée du no 956 au no 965 et la troisième Le Ranch de la malchance est publiée du no 973 au no 980. 
Même nombre d'histoires à suivre publiées en 1957, avec Enquête à San Juan du no 981 au no 991, Le testament de l’oncle Tom du no 992 au no 995 et Les Trois Barbus de Sonoyta, sur scénario de Jean Acquaviva, du no 1012 au no 1032. 
L'année suivante n'est publiée qu'une seule histoire à suivre intitulée Fort Red Stone, sur scénario de son frère Philip, du no 1069 au no 1090, elle fait pour la première fois la couverture du journal dans les numéros 1069 et 1080.
En 1960, est publiée l'histoire à suivre Le Maître de la Sierra, toujours sur scénario de Philip, du no 1138 au no 1168 et fait la couverture du no 1156. L'année suivante voit la publication, du no 1192 au no 1213, de l'histoire à suivre La route de Coronado, sur scénario de Philip et dessiné en collaboration avec Jean Giraud. Jijé recommence à assurer seul le scénario de la série dès l'histoire suivante, El Zopilote. Celle-ci est publiée en 1962, du no 1252 au no 1273, et fait la couverture du no 1257.
Deux histoires sont publiées pour l'année 1963, la première s'intitule Pancho hors la loi du no 1290, dont elle fait aussi la couverture ainsi que du no 1302, jusqu'au no 1311. La deuxième s'intitule Les Broncos du Montana, du no 1322 au no 1343 ; elle fait la couverture des numéros 1322 et 1332.
Même rythme de parution l'année suivante avec, comme première histoire à suivre, Mon ami Red Lover, du no 1365 au no 1377, et la deuxième, sur scénario de Dubois, Le loup solitaire, du no 1382 au no 1390. Durant cette année Jerry Spring fait la couverture des numéros 1365 et 1375.
Les Vengeurs du Sonora est la seule histoire à suivre publiée en 1965 en bande dessinée du no 1417, dont elle fait la couverture ainsi que du no 1427, jusqu'au no 1438. 
En 1966, est publiée, sur scénario de Jacques Lob, l'histoire à suivre intitulée Jerry contre K.K.K., du no 1447 au no 1468, et l'histoire à suivre intitulée Le Duel, du no 1487, dont elle fait la couverture ainsi que du no 1505, jusqu'au no 1508. Jerry contre K.K.K. (1966) et Le Duel (1967) sont les seuls épisodes de Jerry Spring écrits par Lob.
La série disparaît de Spirou pendant plusieurs années avant de revenir en 1975 avec l'histoire à suivre intitulée L'Or de personne, qui est publiée du no 1886 au no 1908. Avant cela, la série avait fait la couverture du no 1886 pour annoncer son retour. L'année suivante est publiée l'histoire à suivre La Fille du canyon, du no 1980, dont elle fait aussi la couverture, au no 1999. 
L'ultime apparition de la série dans le journal a lieu en 1977 avec l'histoire à suivre Le Grand Calumet, publiée du no 2043 au no 2061.

## Influence
La série influencera la plupart des bandes dessinées de western en style réaliste, comme Blueberry de Jean Giraud (ce dernier ayant d'ailleurs été l'assistant de Jijé sur La Route de Coronado), mais aussi Buddy Longway de Derib et Comanche d'Hermann et Greg.